# Йохан IV (Олденбург)
Йохан IV фон Олденбург (на немски: Johann IV von Oldenburg; † сл. 1356, доказан 1331 – 1356) от Дом Олденбург е граф на Олденбург-Олденбург.

## Произход и управление
Той е най-възрастният син на граф Йохан III фон Олденбург († 1344) и съпругата му графиня Мехтилд фон Арнсберг-Бронкхорст (ок. 1300 – 1313), дъщеря на граф Лудвиг фон Арнсберг-Ритберг († 1313) и Пиронета фон Юлих († 1300).
Йохан IV управлява графството Олденбург от 1345 г. заедно с чичо си Конрад I († 1347). На 6 януари 1345 г. двамата графа дават на град Олденбург градските права на Бремен. От 1347 до 1356 г. той управлява заедно с братовчед си Конрад II († 1401).

## Фамилия
Йохан IV се жени и има децата:
- Конрад († сл. 1357)
- Ото (1356 – сл. 1357)
- Йохан
- Юта